# Bijzondere Familie-orde van Terengganu
De Meest Hooggeachte Bijzondere Familie-orde van Terengganu of "Darjah Utama Kerabat di-Raja Terengganu Yang Amat di-Hormati" werd op 10 maart 1981 door Sultan Mahmud al-Muktafi Billah Shah ingesteld.
Deze orde kan als de hogere graad van de "Meest Eervolle Koninklijke Familie-orde van Terengganu worden beschouwd. Deze in 1962 ingestelde orde kan als een huisorde van de Bendahara dynastie worden gezien en telt onder haar leden de prinsen van dit regerende huis. De"bijzondere" familie-orde is voor regerende prinsen, bijvoorbeeld de negen Maleisische prinsen, en vreemde potentaten gereserveerd.
De orde kent een enkele graad en de leden of "Ahli" dragen de letters DKT achter hun naam.
Het lint is geel met twee smalle rood-witte biezen. De rode bies ligt aan de buitenzijde. Zoals in een islamitisch land te verwachten is, zijn de sterren en kleinoden alle achtpuntige zilveren "bintangs" of sterren. Een kruis zou niet op zijn plaats zijn.